# 尚特雷
尚特雷（法語：Chaintré，法語發音：[ʃɛ̃tʁe]）是法国索恩-卢瓦尔省的一个市镇，属于马孔区。

## 地理
尚特雷（46°15'38"N, 4°45'33"E）面积3.31 平方千米，位于法国勃艮第-弗朗什-孔泰大區索恩-卢瓦尔省，该省份为法国中部省份，北起顺时针与科多尔省、汝拉省、安省、罗讷省、卢瓦尔省、阿列省和涅夫勒省接壤。
与尚特雷接壤的市镇（或旧市镇、城区）包括：万泽勒、沙讷、索恩河畔克雷什、菲塞、莱讷、瓦雷讷莱马孔。
尚特雷的时区为UTC+01:00、UTC+02:00（夏令时）。

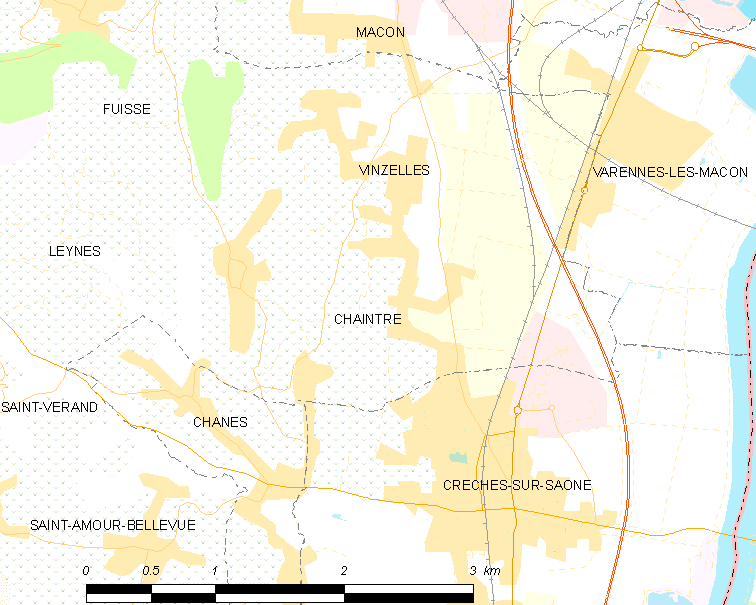
尚特雷的OSM定位图

## 行政
尚特雷的邮政编码为71570，INSEE市镇编码为71074。

## 政治
尚特雷所属的省级选区为拉沙佩勒德甘谢县。

## 人口

1962-2008年间尚特雷人口变化图示

尚特雷于2022年1月1日时的人口数量为564人。